# Адербиевка (река)
Адербиевка или Аде́рба (адыг. Адэрбый) — река в Краснодарском крае Российской Федерации. Сливаясь с рекой Мезыб, которая впадает в Чёрное море. Длина реки — 20 км, площадь водосборного бассейна — 73,5 км².
Одна из крупнейших рек в районе Геленджика: длина реки от истока — 20 км. Место слияния Адербиевки и Мезыби у посёлка Дивноморское.

## Название
Название реки имеет антропологическое происхождение и восходит к адыгскому имени Адербий (адыг. Адэрбий).

## Течение
Берёт своё начало у перевала Бабича, на территории Крымского района, в районе между хребтами Маркотх и Коцехур. Далее течёт по территории, подчинённой городу Геленджик. Сначала по узкой Адербиевской щели, у посёлка Светлый переходит к течение по широкой долине. Имеет широкую пойму, русло состоит из мелкого окатанного галечника и крупного обломочного материала, местами — песчаное. Берега покрыты лесом, пойма — кустарником. В зимнее время, в период обильных дождей Адерба заполняет всю пойму. Летом река становится почти безводной. Недалеко от выхода реки из щели — дольмены — памятники эпохи бронзы.
Посёлки на Адербе (расположение вниз по течению): Адербиевка, Светлый, лагерь Кубань, Дивноморское.